# Liedertafel Perg

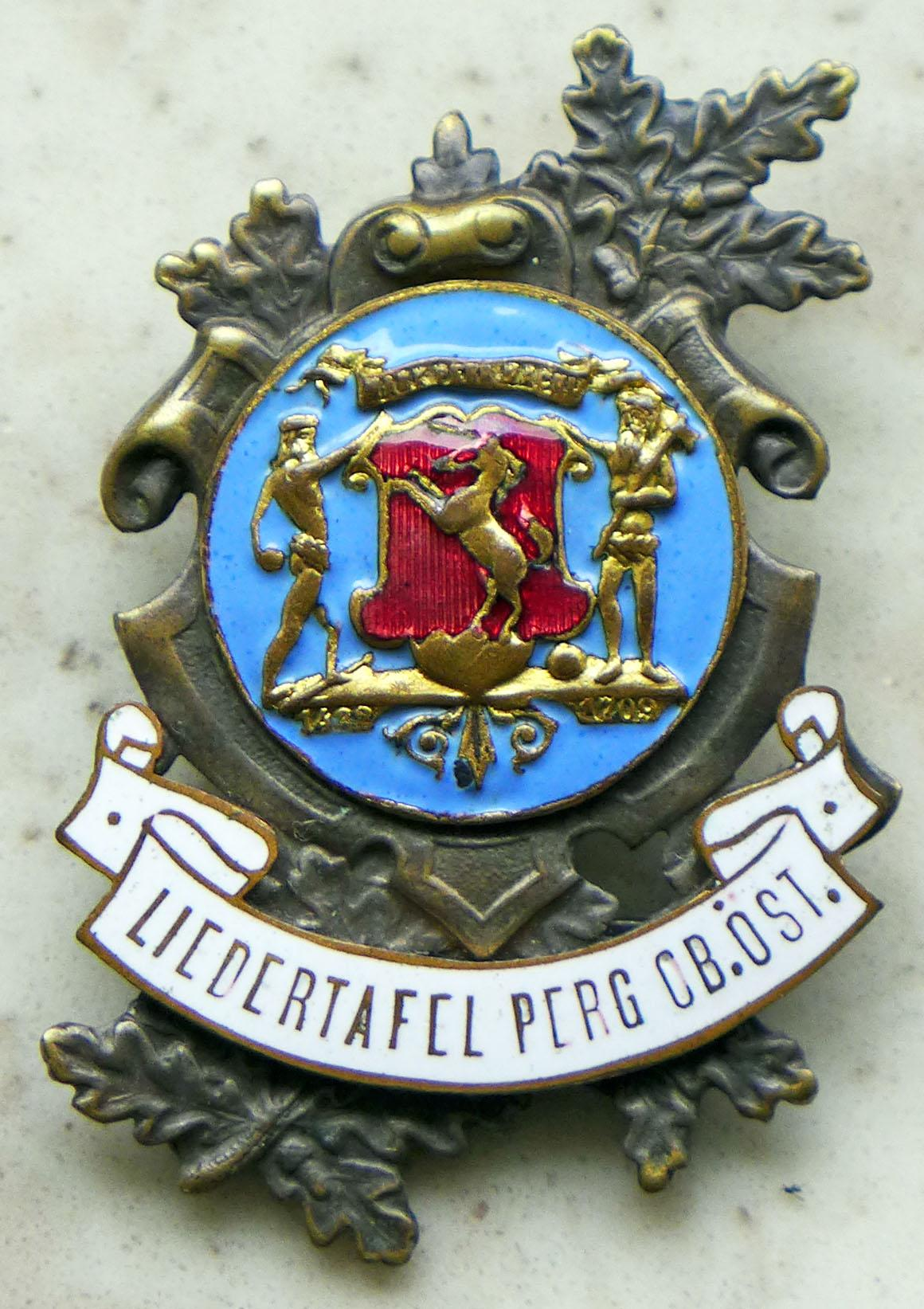

Die Liedertafel Perg war ein 1851 bzw. 1883 gegründeter traditionsreicher Gesangsverein in Perg in Oberösterreich.

## Geschichte
30. Juni 1851 kam es zur ursprünglichen Gründung einer Liedertafel in Perg durch eine Gruppe sangeslustiger Männer. Erster Obmann war Franz Fries, Schlossermeister in Perg. Erstes Probenlokal war das Gasthaus zur Stiege (Stiegenwirt) des Sebastian Fries, moderne Adresse Perg, Dr. Schoberstrasse Nr. 15.
Das Perger Liedertafelmotto lautete damals: „Ertönt der Hämmer munt'rer Klang, Dann gibt's für Mühlen Steine, Ertönt des deutschen Liedes Sang, Dann gibt's für Herzen keine.“ Dieses Motto nahm Bezug auf die früher für Perg so bedeutende Mühlsteinerzeugung.
1865 in Linz beim ersten Sängerbundfest für Oberösterreich und Salzburg war die Liedertafel Perg unter Chormeister Franz Fries bereits mit 8 Mitgliedern vertreten, bei insgesamt 17 Mitgliedern: I. Tenore 4, II. Tenore 5, I. Bässe 4, II. Bässe 4.
1883 kam es zu einer Neugründung unter Vereinsobmann Dr. Alfred Heinzl (Notar in Perg). Chormeister war nun Franz Kirchberger (Pädagoge in Perg). Das erste Liedertafelmotto wurde dabei abgelöst durch ein neues: „Rein wie Gold, stark wie Erz sei des deutschen Sängers Herz“. Worte waren von Max Pfeifer, Tonsatz war von Franz Kirchberger. Dieses Motto wurde in Sängerkreisen über Österreich hinaus bekannt. Das bewies sich überraschenderweise 1928 beim deutschen Sängerbundesfest in Wien. Auch Sänger aus anderen Landen kannten und sangen es.
Statutenmässig gab die Liedertafel jeweils ein Jahreskonzert. Dazu kamen ergänzende Vortragsabende, der jeweilige Silvesterabend und Auftritte bei kommunalen und privaten Feierlichkeiten. Probenlokal war zumeist eines der Perger Gasthäuser. 1930 bis 1988 war es das Gasthaus (und Hotel) Waldhör, moderne Adresse Perg, Herrenstrasse Nr. 28.

Die Liedertafel wurde in Perg so zu einem bestimmenden Teil des kulturellen Lebens in der Gemeinde. Selbst eine Damenliederfafel gab es zumindest 1910 in Perg. Nach den Unterbrechungen durch die Kriege konnte nach 1918 und nach 1945 die Vereinstätigkeit immer wieder neu belebt werden. Bei der Silvesterfeier 1949 trat die Liedertafel zum ersten Mal als gemischter Chor auf. 

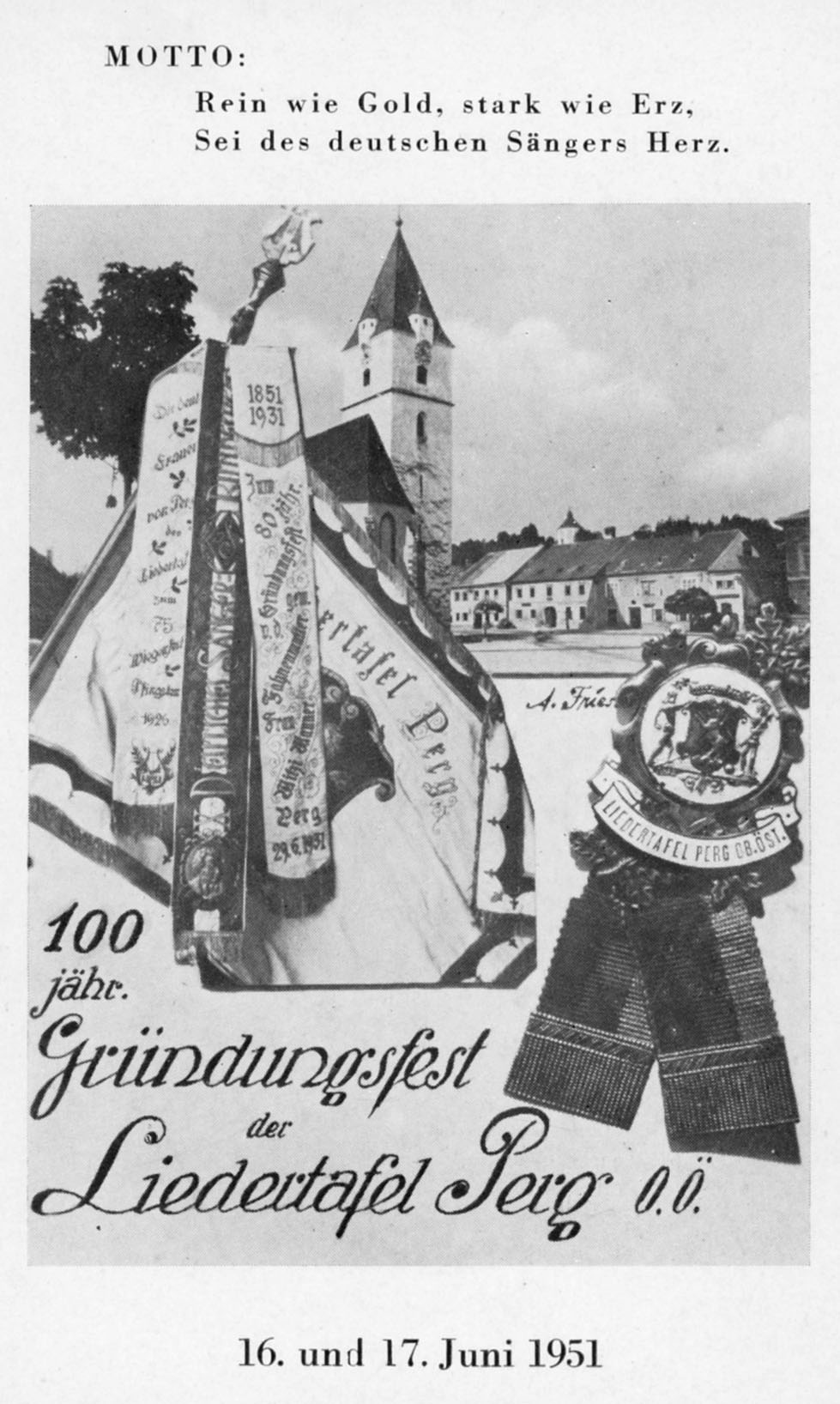

1951 feierte man das 100-jährige Gründungsfest, Chormeister war Richard Seidl (Pädagoge in Perg). „120 Jahre Liedertafel Perg“ feierte man 1971 mit einem Chorkonzert mit Männer-, Frauen- und gemischten Chor und Sololiedern. Chormeister war nun Guntram Peer (Pädagoge in Perg). 1979 führte man eine eigene Liedertafeltracht mit grünem Rock, rosafarbenem Gilet und schwarzer Hose ein.
Spätestens 1989 kam aber das Ende der traditionellen Liedertafel. Nachfolgende Initiativen waren der Kammerchor der Liedertafel Perg unter Chormeister Josef Waidhofer (Pädagoge in Perg) und kleinere, fast private Sängerrunden. Von der Sängerrunde der Pensionisten blieb folgendes Motto überliefert: „Auf Pensionisten, reicht euch die Hand bei fröhlicher Stimmung bei frohem Gesang und singet zur Laute mit goldenem Band: ein Hoch, ein Hoch dem verdienten Ruhestand“. Text von Karl Wiener, Musik von Chormeister Hans Noggler.
Dem Fortschritt folgend gab sich der Kammerchor im Jahre 1999 die Bezeichnung „die lautmaler - kammerchor perg“ mit der Zielsetzung künstlerischer Qualität.

## Weblink
Rein wie Gold, stark wie Erz sei des deutschen Sängers Herz. Gesungen vom Männerchor Kleinbernsdorf (Landkreis Greiz in Thüringen). Webauftritt Maennerchor Kleinbernsdorf